# グルジエフ・ムーヴメンツ
グルジエフ・ムーヴメンツ（the Gurdjieff Movements）は、ゲオルギー・イヴァノヴィチ・グルジエフ（1866?～1949）が生徒たちに教えた舞踏・体操、および身体の目に見える動きを伴うエクササイズを総称するもので、それをする人たちの間ではたんに「ムーヴメンツ」と呼ばれる。グルジエフの活動の後期になって定着した言い方であり、初期においては、エクササイズ、神聖舞踏などとも呼ばれていた。身体を複数の部位（頭・両腕・両足・胴部）に分け、それぞれに別々の振り付けのパターンとリズムを割り当てるのが、その設計における特徴である。意識の能動的な働きのもとでの動的な調和のヴィジョンの追求と、広い意味での身体のエネルギーの変容を狙っている。
リトミックの創始者であるエミール・ジャック＝ダルクローズの元生徒であるジャンヌ・ド・ザルツマンとジェスミン・ハワースがグルジエフの指導のもとでムーヴメンツの主要な教師となっており、ムーヴメンツの多彩なレパートリーのうちリズミック・エクササイズと呼ばれるものは、日本では主として子供向けに教えられているリトミックと似たところがある。また、アメリカの建築家フランク・ロイド・ライトの妻となったオルギヴァンナも、この二人と並ぶムーヴメンツの教師であり、夫とともに創設したウィスコンシン州の共同体タリエセン・ウェストでムーヴメンツを教えた。

## 沿革

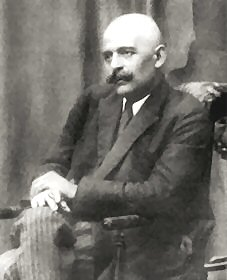
ゲオルギー・イヴァノヴィッチ・グルジエフ（1866年？～1949年）。パリのダルクローズ学院でムーヴメンツの稽古を見ているところ。

グルジエフは前半生の20年あまりを東洋の辺境をめぐる探求の旅に費やし、知られざる僧院や秘められた共同体を訪れるなか、精神的な希求や人間に関する特別な知識と結び付いた数々の舞踏・体操・エクササイズを知り、それらに親しんだ。のちにグルジエフが教えた「ムーヴメンツ」は、それらに着想を得たものと考えられる。
グルジエフは1912年にモスクワで学院の開設に向けて動き出した当初より、やがて舞踏・体操を学院の活動の一部として本格的に取り入れることを考えていたと見られる。
グルジエフはこれをバレエ劇『魔術師たちの闘争』の上演に向けての訓練に結び付け、さらにそれを自己を知る、二元的なる人間の成り立ちを知るという課題に結び付けた。1915年、P・D・ウスペンスキーからの質問に答えて、次のように行ったことが記録されている。1917年のロシア革命を経てロシア国内の政情が悪化するなか、1918年、グルジエフはコーカサス山中のエッセントゥキに生徒たちをた。ムーヴメンツの基本的なレパートリーをグルジエフが教えだしたのはそのころと思われている。
最初のうちはピアノもなく、グルジェフ自身が作曲し、ギターで伴奏を演奏したと伝えられる。やがて作曲家のトーマス・ド・ハートマンが加わり、グルジエフとともに作曲にあたり、ピアノで伴奏をするようになる。
1919年、グルジエフの一行はジョージアの首都、チフリス（トビリシ）に移り、そこでジャンヌ・ド・ザルツマンが加わったことから、ムーヴメンツは大きな発展を遂げる。彼女は、リトミクスの創始者であるエミール・ジャック＝ダルクローズの生徒で、グルジエフは最初、実験的な試みとして、彼女の生徒たちにムーヴメンツを教えた。
グルジエフはバレエ劇『魔術師たちの闘争』のシナリオを整え、国立劇場でのその上演を目指して、生徒たちを訓練した。以下はシナリオの一部である。 結局、バレエ劇の上演は実現しなかったが、代わりにムーヴメンツの公演をしている。
その後、グルジエフの一行はコンスタンチノープルに向かい、そこでの一年半ほどの滞在中にもグルジエフはムーヴメンツのレパートリーを増やした。一九二一年、ムーヴメンツに関心を寄せるエミール・ジャック＝ダルクローズの招待を受けて、一行はドイツへと向かう。
一行はそこからさらにフランスに向かい、1922年10月、グルジエフはフォンテーヌブロー＝アヴォンのシャトー・プリオーレに「人間の調和的発展のための学院」を設立。そこではさっそく、ムーヴメンツの練習と演舞に必要な大きなスペースを確保すべく、東洋風の飾り付けがされた「スタディハウス」の建設が始まった。
学院の最初の滞在者のひとりは、ニュージーランド生まれの作家、キャサリン・マンスフィールドだった。彼女は結核にかかっていたが、そこで死ぬことを望んで、学院に滞在した。彼女はムーヴメンツに対して強い感受性をもち、1923年1月、ムーヴメンツの印象に包まれて死んだ。その1週後、「スタディハウス」が落成し、ムーヴメンツは学院での活動の焦眉となった。1923年12月、グルジエフの生徒たちは、パリのシャンゼリゼ劇場でムーヴメンツの大掛かりな公演をした。
ムーヴメンツはグルジェフの学院での活動の焦眉となり、学院でムーヴメンツを学んだ生徒のなかには、スクール・オブ・アメリカン・バレエ創始者のひとりであるリンカーン・カーステインが含まれる。
1924年1月、グルジェフは35人の生徒たちを連れ、アメリカでのムーヴメンツの大規模な興行のために、汽船でニューヨークへと向かう。一行はニューヨーク、フィラデルフィア、ボストン、シカゴで公演し、アメリカで生徒を集めて活動を展開する基盤が整った。グルジェフは再訪を約束し、6月にアメリカを去った。
アメリカから帰ってまもない7月、グルジエフは自動車事故で重傷を負い、長いこと昏睡状態に陥る。回復後、表向きには学院を解散し、執筆と作曲に専念するが、シャトー・プリオーレでの活動は一定の規模で維持された。それでも1933年、グルジエフはシャトー・プリオーレを失う。それからアメリカでの活動を模索するが、1935年にこれも断念。グルジェフの前期の活動はそこで終わった。このときまでにトーマス・ド・ハートマンはグルジエフのもとを離れている。
グルジェフは1935年より、ソリタ・ソラノ、キャサリン・ヒュームなど、パリに滞在するアメリカ人の女流作家や彼女らの仲間の女性たちとともに後期の活動を開始するが、ムーヴメンツに関しては数年にわたるブランクが生じた。
その後、1940年台を通じて、ジャンヌ・ド・ザルツマンを中心とするグループの指導を引き受けるようんなってから、グルジエフはムーヴメンツへの関心を復活させ、次々と新しいレパートリーを生み出していった。よりわかりやすい形で心に訴える前期のムーヴメンツとはやや性格が異なり、エニアグラムがあらわす法則を強く意識した振り付けを取り入れたものや、意外な形で頭と体を結び付ける、挑戦的な性格のものが含まれる。多くのムーヴメンツには、目に見える振り付けのほか、内的な指示が含まれる。それらのうち、グルジエフが「完成」と見なしたレパートリーには番号が付けられた。フランスでは第一番から第三十九番までとなり、「サーティナイン・シリーズ」と呼び習わされる（アメリカでは採番がこれと異なる）。
トーマス・ド・ハートマンは、前述のようにグルジエフから離れていたが、グルジエフが死ぬと、グルジエフの元生徒たちとのつきあいを再開し、「サーティナイン・シリーズ」の伴奏曲の作曲に取り組んだ。

## レパートリー
グルジエフはムーヴメンツの創作において振り付けを段階的に発展させ、複数のヴァリエーションを試み、ほぼ最終的な振り付けに到達した後にも改変を加えることがあった。さらに、伝達の過程でかなりの数のレパートリーが記録から漏れたり、記録が失われたりしている。

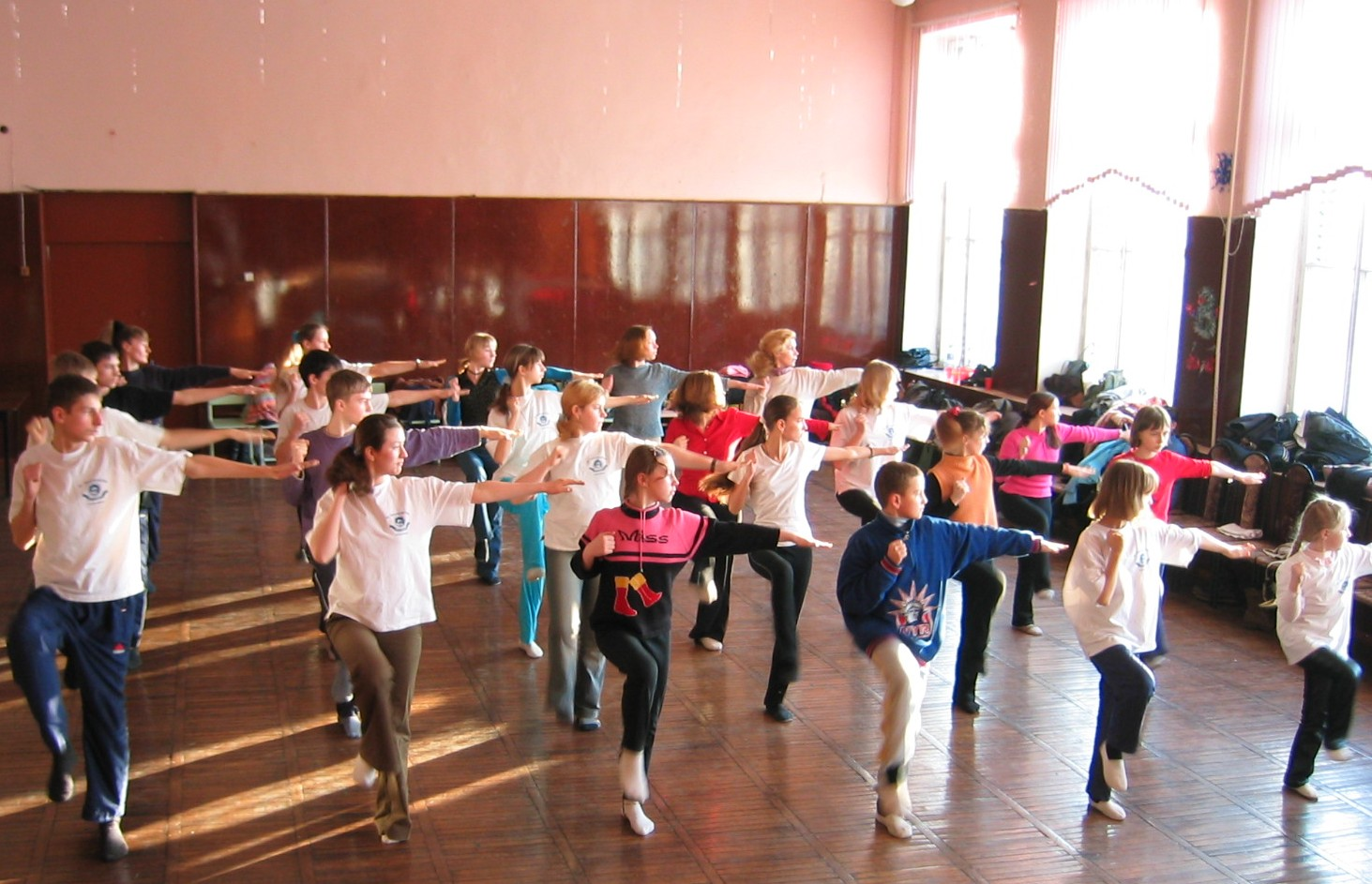
必修エクササイズ第一番。2003年、ロシア

そのためグルジエフがその生涯で教えたレパートリーの数は特定しがたいが、小品を含めておそらく400か500にのぼると思われる。そのうち現存するレパートリーの数は、記録が不完全なものまで含むと250を超えるが、グルジエフ、トーマス・ド・ハートマンまたは別の音楽家による決定版の伴奏曲が用意され、振り付けがほぼ確定したものに限定すると、150ほどとなる

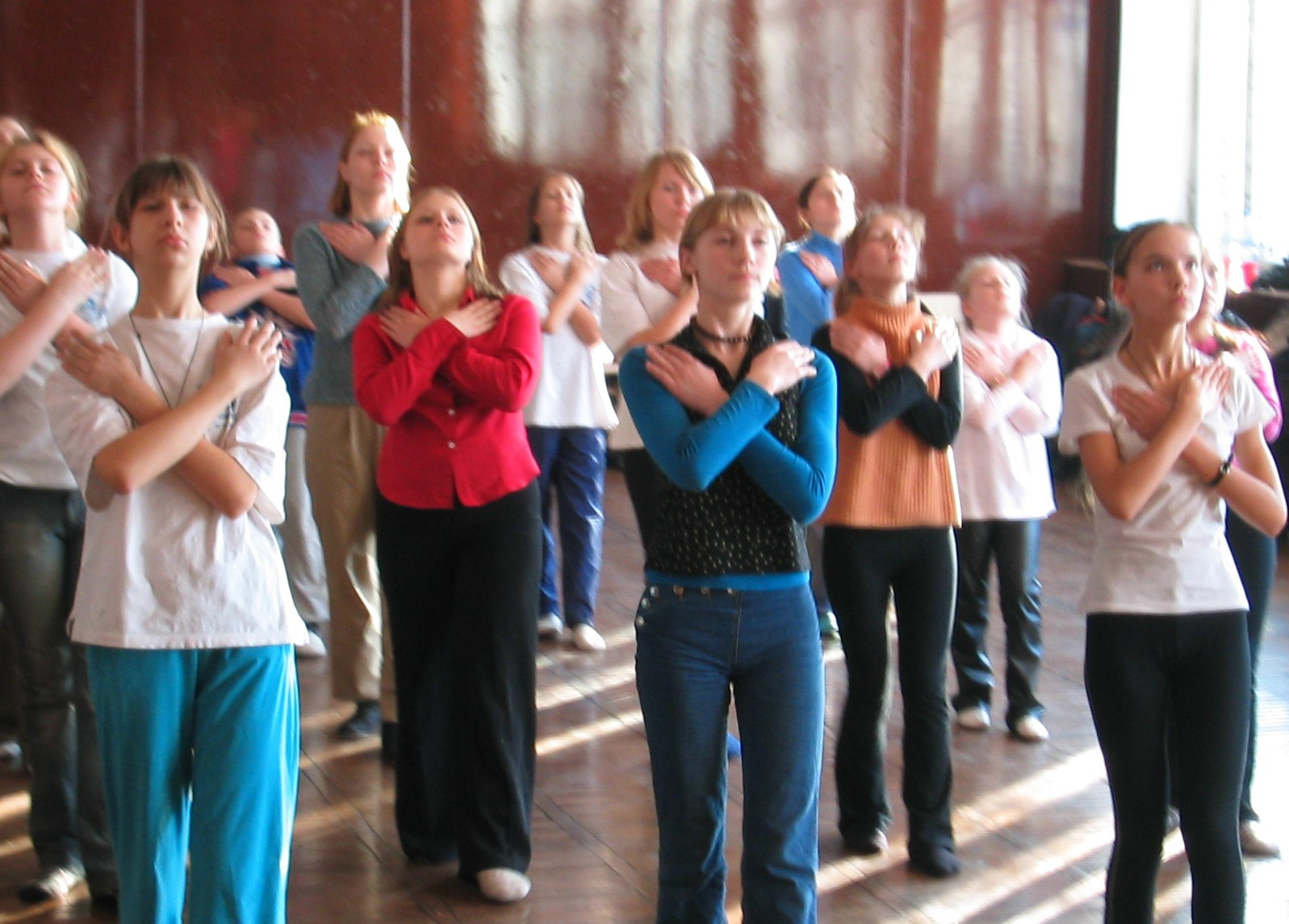
フォーティ・ポジションズ。2003年、ロシア

それらを学ぶだけでも、ふつう少なくとも数年にわたる本格的な取り組みを必要とする。教師によってレパートリーの数は異なるが、次々にレパートリーを変えて教えた場合、生徒にとって、同じレパートリーを学ぶ機会はなかなかふたたびめぐってこない。ほとんどつねに新しいレパートリーから挑戦を受けるということになる。
それらのレパートリーは、制作時期によって、前期のムーヴメンツ（1918年～1924年ごろ）と後期のムーヴメンツ（1940年ごろ～1949年）に分けられる。前者のほうが一般の観客にアピールしやすい性格をもつのに対し、後者は内的なエクササイズおよび特別な伝達という性格を増している。

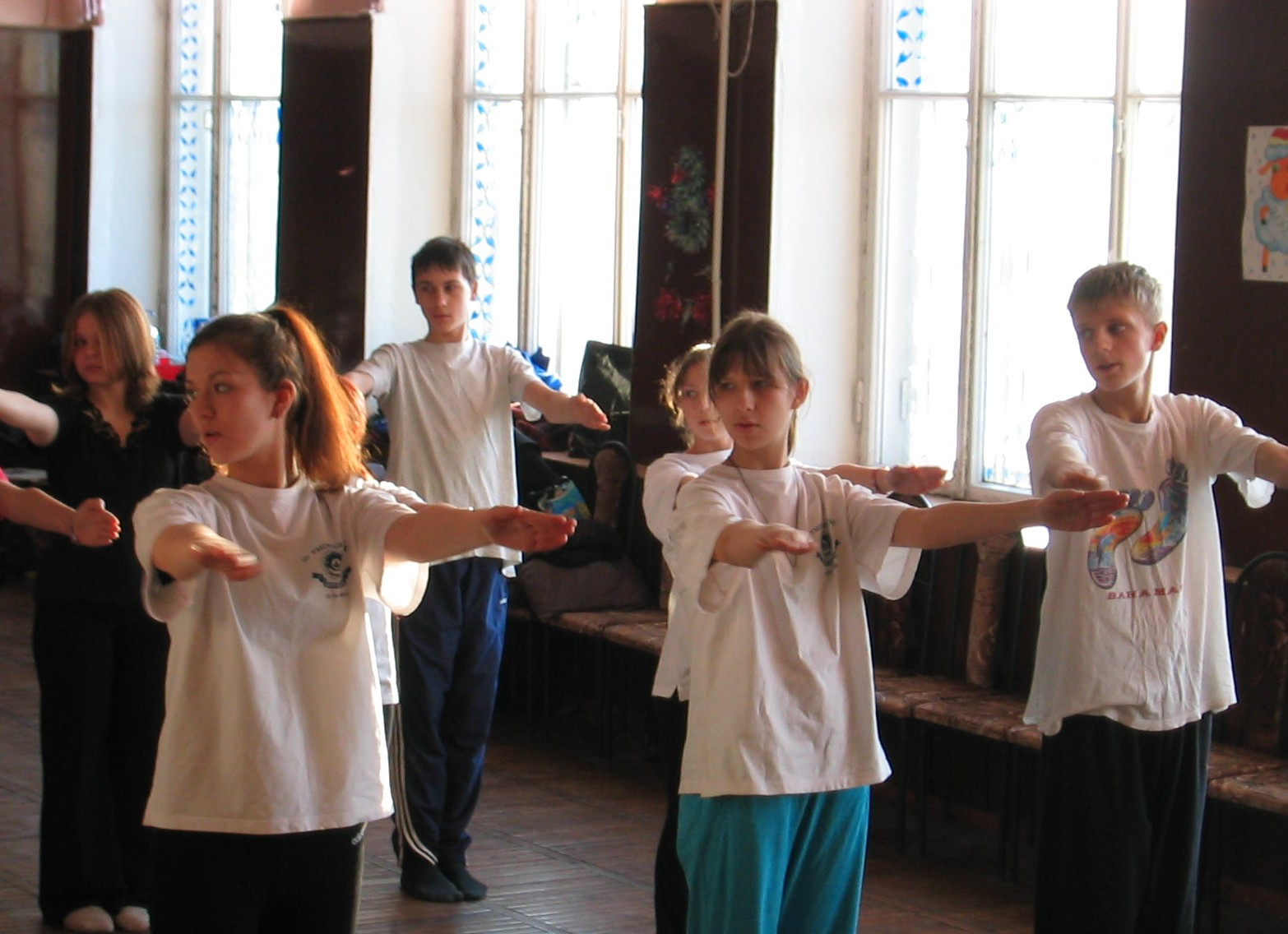
第十一番ロード・ハヴ・マーシー。2003年、ロシア

スタイルの点からは、六つの必修エクササイズ、エニアグラムの数列に従って六列に並んだ踊り手が空間上で場所を入れ替わっていく「マルチプリケーション」、エニアグラム上でのムーヴメンツ、輪唱を模したさまざまな形式の「カノン」、ふつう座して額を地に着けた姿勢から立って両腕を天に差し伸べた姿勢までの一連の姿勢を含んだ「プレイヤー」、タンタタまたはタンタタタというリズムパターンと独特のステップと体の曲げを特徴とするダルヴィッシュ（スーフィー）の舞踏、女性が演じるための舞踏、リズミック・エクササイズ、ピタゴラス／チベットなど特定の伝統から着想を得たもの、死や葬儀をモチーフとするもの、内的エクササイズを発展させたもの、モールス信号を発信するものなどがある。ムーヴメンツの構成要素には、特定の規則に従って数を数える、特定の言葉を口にする、ハミング、歌唱といったことも含まれる。多くのムーヴメンツには内的なエクササイズとしての側面があり、それに関する一定の指示が伝えられている。

## 映画『注目すべき人々との出会い』での扱い
ジャンヌ・ド・ザルツマン監修、ピーター・ブルック監督の映画『注目すべき人々との出会い』（1979年）の最後の場面にいくつかのムーヴメンツの映像が収められている。一部に本来とは違ったアレンジが施されている。
- 第十九番「ストップ」
- 「サークルズ・オム」
- 「エニアグラム」
- 「トレンブリング・ダーヴィッシュ」
- 「シャウティング・ダーヴィッシュ」
- 「グレート・プレイヤー」

## 伝承
1949年にグルジエフが死んだ後、ジャンヌ・ド・ザルツマンが設立した諸団体（イギリスのグルジエフ・ソサエティ、アメリカのグルジエフ・ファウンデーション、フランスのインスティテユ・グルジエフほか）のグループ内で、ほぼ三十年にわたりムーヴメンツは継承された。
一部のグループで高い取り組みの質が維持されていたことが、残された写真のほか、ジャン・ルノワールの協力を得て撮影されたフィルムのうちわずかに現存するものなどからうかがわれる。取り組みの質において比較しうるものではないが、ほかにJ・G・ベネットとその生徒らも、活動のなかでムーヴメンツの継承を追求した。

以下は『グルジェフ伝』の著者でグルジエフ・ソサエティのグループリーダーであったジェイムス・ムアの論文からの抜粋である。
この長い初期の歳月［1949年～1979年］にわたり、「ワーク」の代表者はみな、なんのためらいもなく、努力、奮闘、自分への依拠をめぐるグルジェフの教えを肯定した。その潮流のなかから、きびしい指導で知られるムーヴメンツ教師の系譜（ローズ・マリー・ノット、ソンンジュ・ルプチャンスキー、ニコル・エッグ、マーサ・ド・ゲネロン）が、身をもってこれをあらわす言語を教えた。 その言語が伝えんとするところについて、ジャンヌ・ド・ザルツマンは、次のような覚書を自分のノートブックに書き残している。「これは私の闘い。思考における自分の受動性に対する闘い。それなしには意識的なものがなにも生まれえないところの闘い」（1958年）。 まさにこの精神において、ピーター・ブルックは、グルジエフの自伝的著作に基づく映画『注目すべき人々との出会い』の制作に臨んだのだった。 「グルジエフの人生は、別種の努力へと人をいざなう。存在することに向けての努力」（1976年）。
ジャンヌ・ド・ザルツマンの監修のもとで制作された映画『注目すべき人々との出会い』（1979年）は、原作からの大きな逸脱のほか単純につまらないということで、多くの失望をもたらした。この映画の制作とそのなかでのムーヴメンツの扱いは、ムーヴメンツの継承における転機となった。この映画が不評に終わり、団体内にも少なからずの失望をもたらした後、ジャンヌ・ド・ザルツマンは東洋へと旅立ち、J・クリシュナムルティ、ダライ・ラマ14世、鈴木大拙および日本の禅の関係者のもとを訪れ、それからややたって、団体の指導方針を大幅に転換し、「ワーク」の中核としてムーヴメンツを重視する姿勢は過去のものとなった。これをもって、ムーヴメンツがかつてそれに与えられていた役割を失っていくなか、2000年前後にムーヴメンツをめぐる貴重な映像や資料の喪失が発覚した。結果的に、ジャンヌ・ド・ザルツマンは、グルジエフの死後におけるムーヴメンツの発展に大きく貢献しながら、みずからその幕引きをしたように見える。
1980年における団体の指導方針の転換の内容と背景については、ジェイムス・ムアが論文と回想録に記述している。
映画版『注目すべき人々との出会い』の撮影後、映画でグルジエフの先達を演じたテレンス・スタンプはインド・プネーのバグワン・シュリ・ラジニーシのアシュラムを訪問し、その縁もありアシュラムでは1989年から2003年頃まで本格的にムーヴメンツが行われていた。ラジニーシおよびジャンヌ・ド・ザルツマンは1990年に逝去した。ジャンヌ・ド・ザルツマンの後を継いだミシェル・ド・ザルツマンは2001年に逝去した。
2003年以降、伝統的な「ワーク」の団体の弱体化と、ラジニーシのコミューンでのムーヴメンツを扱った本格的な活動の終了から、ムーヴメンツの継承は、なかば独立した教師や小団体の活動に依存する度合いを深めた。ジャンヌ・ド・ザルツマンの設立した団体のオランダでの崩壊を背景に、著名なムーヴメンツ教師であるソランジュ・クローステス［ルプチャンスキー］の支持を受けて、ムーヴメンツ・ピアニストのウィム・ヴァン・ドルマンをはじめとする彼女の元生徒たちが「ムーヴメンツ・ファウンデーション」をアムステルダムに創立し、ムーヴメンツ関係の活動の世界的な主導を目指すが、その目的を果たすには至らず、マスメデイアでの宣伝、「自習キット」の販売といった活動を通じて、結果的には、グルジエフに由来するものにじゅうぶんな基盤を持たないムーヴメンツ教師の乱立や質の劣ったムーヴメンツ映像のインターネット上での氾濫とその模倣を通じてのムーヴメンツの普及という状況に向けての急速な変化のさきがけを作った。いわゆる「精神世界」市場への売り出しが始まり、一般へのアピールが重視される傾向が強まるなか、ムーヴメンツの扱われかたはさまざまであり、ムーヴメンツの正確な再現および内的な含意の理解は、個々のグループや教師の間でまちまちである。